# Marc Lotz
Marc Lotz, nacido el 19 de octubre de 1973 en Fauquemont, es un ciclista holandés ya retirado.

## Biografía
Marc Lotz debutó como profesional en 1998 con el equipo Rabobank. Pasó siete temporadas en esta formación. Tenía un papel de gregario, sobre todo para ayudar a su compañero Michael Boogerd en el Tour de Francia donde Marc participó en cinco ocasiones. En el Tour de Francia 2003 tuvo que abandonar a causa de una caída en la primera etapa. En 2004 ganó su principal victoria al ganar el Tour du Haut-Var.
En 2005, se unió al equipo Quick Step-Innergetic. Fue segundo de la Flecha Brabanzona en marzo y el 1 de junio fue suspendido dos años por haber consumido EPO.
Volvió al pelotón profesional en 2007 con el equipo Löwik Meubelen. Consiguió ser 19º del Campeonato de los Países Bajos en ruta.
A pesar de contactos con el equipo Pedaltech-Cyclingnews para competir en 2008, no encontró ningún equipo para correr y puso fin a su carreta deportiva en diciembre de 2007.
El 20 de enero de 2013, confesó haberse dopado durante su estancia en el conjunto Rabobank con EPO y hormonas de crecimiento pero nunca con transfusiones de sangre.

## Palmarés
1996 (como amateur)
- Flèche du Sud

1997 (como amateur)
- 1 etapa del Teleflex Tour
- 1 etapa del Circuito Montañés

2004
- Tour du Haut-Var

## Resultados en las grandes vueltas
| Carrera         | 1998  | 1999 | 2000 | 2001  | 2002 | 2003 | 2004 | 2005 | 2006 | 2007 |
| --------------- | ----- | ---- | ---- | ----- | ---- | ---- | ---- | ---- | ---- | ---- |
| Giro de Italia  | -     | -    | -    | -     | 70.º | -    | -    | -    | -    | -    |
| Tour de Francia | -     | 72.º | 56.º | 93.º  | -    | Ab.  | 90.º | -    | -    | -    |
| Vuelta a España | 103.º | -    | -    | 100.º | -    | -    | -    | -    | -    | -    |
| Mundial en Ruta | -     | 48.º | 46.º | 55.º  | -    | -    | -    | -    | -    | -    |